# Чернатица (хижа)
 Тази статия е за хижата.  За планинския рид със същото име вижте Чернатица.  
Чернатица (известна и с първоначалното си име „Комсомолска“) е хижа в Родопите, в близост до селата Гълъбово, Цар Калоян и град Пловдив. Хижата е с капацитет 80 места и притежава локално отопление, ресторант, туристическа столова, скиорна и спортна площадка. Намира се в местността Дългата нива, Белочерковски рид, дял Чернатица на Западните Родопи.
Изградена е от туристическо дружество „Руен“ със съдействието на БТС през 1974 година.

## Съседни обекти
- хижа Здравец – 1.30 часа
- летовище Студенец – 1  час
- хижа Руен – 3.30 часа
- летовище Бяла черква – 2.30 часа
- хижа Равнища (през хижа Здравец) – 4 часа

## Изходни точки
- хижа Здравец – 1.30 часа